# Marthe-Camille Bachasson
Marthe-Camille Bachasson (Valence, 24 aprile 1801 – Saint-Bouize, 4 gennaio 1880) è stato un politico francese.

## Biografia
Era secondo figlio di Jean-Pierre Bachasson (1766-1823).
Dopo la morte del padre e del fratello maggiore nel 1823 ereditò il titolo di conte e Pari di Francia.
Durante la Rivoluzione di luglio del 1830 si schierò contro il governo Polignac aderendo alla Monarchia di Luglio di Luigi Filippo.
Fu ministro dell'interno nel 1830, nel 1836 e nel 1837-39, ministro dell'istruzione nel 1831.
Sempre durante la monarchia di Luigi Filippo fu per diverse volte Segretario di stato della Maison du Roi (1830; 1832-1836; 1836-1837; 1839-1848), compito che lo portò ad occuparsi attivamente anche dei Bâtiments du Roi. Dopo il 1839 realizzò il Museo di Versailles all'interno della struttura della Reggia di Versailles con lo scopo di riconciliare la Francia con l'Ancien Régime.
Fu senatore dal 1879 fino alla sua morte.

## La famiglia
Il 26 gennaio 1828 sposò Clémentine Françoise Paillard-Duclère (Laval, 21 febbraio 1806 - Parigi, 3 marzo 1882), da cui ebbe cinque figlie:
- Marie Adélaïde Bachasson de Montalivet (5 novembre 1828 - 14 aprile 1880), sposata a Saint-Bouize il 17 agosto 1847 con Laurent François, Marchese di Gouvion-Saint-Cyr (30 dicembre 1815 - 30 gennaio 1904), figlio di Laurent, Marchese di Gouvion-Saint-Cyr (Toul, 13 maggio 1764 - Hyères, 17 marzo 1830) e Anne de Gouvion (Toul, 2 novembre 1775 - Parigi, 18 giugno 1844)
- Adélaïde Joséphine Bachasson de Montalivet (Parigi, 16 dicembre 1830 - Parigi, 14 dicembre 1920), sposata a Saint-Bouize il 6 novembre 1850 con Antoine Achille Masson, detto de Montalivet (Meurthe-et-Moselle, Nancy, 27 giugno 1815 - Villedieu, 31 ottobre 1882), figlio di Georges Masson e Claire Felaize
- Camille Bachasson de Montalivet (1º settembre 1832 - Menton, 4 febbraio 1887), sposata il 28 novembre 1849 con Théodore du Moncel (1821–1884)
- Marie Amélie Bachasson de Montalivet (10 gennaio 1837 - 15 marzo 1899), sposata a Parigi il 16 maggio 1861 con François Gustave Adolphe Guyot de Villeneuve (25 ottobre 1825 - Parigi, 22 marzo 1899), figlio di François-Pierre Guyot de Villeneuve e Joséphine Victoire Pelon
- Marie Adélaïde Marthe Bachasson de Montalivet (Parigi, 9 ottobre 1844 - Parigi, 2 agosto 1914), sposata a Saint-Bouize il 19 giugno 1865 con Georges Marie René Picot (Parigi, 24 dicembre 1838 - Allevard, Isère, 16 agosto 1909), figlio di Charles Picot (Orléans, 4 agosto 1795 - Parigi, 31 gennaio 1870) e Henriette Bidois (Parigi, 1799 - Parigi, 19 novembre 1862).[1]

## Dediche
- A Valence, Drôme c'è una Camille de Montalivet Lane a lui dedicata.
- Gli è stata dedicata la rosa "Comte de Montalivet".